# 原秀六
原 秀六（はら ひでろく、1956年 - ）は、日本の法学者・慈善家。専門は、商事法・会社法・金融法。学位は、博士（法学）（早稲田大学・論文博士・2002年）。Dマル合教授（2002年文部科学省認定）。国立大学法人滋賀大学名誉教授。

## 略歴
（出典）
第二次世界大戦以前と同様外貨獲得源であり主要産業であった戦後間もない頃の紡績業、その紡績各社が中南米への進出計画を進めていた当時、東洋紡績・鐘淵紡績とともに「三大紡績」を形成していた大日本紡績が第二次世界大戦後における海外進出の一番手として名乗りをあげた。その際、実父・原乙彦〈ユニチカ通商社長を歴任〉が大日本紡績サンパウロ駐在員としてサンパウロ現地でその準備に当たった。その任に当たることになった実父のサンパウロ赴任に伴い、クルビ・アトレチコ・パウリスターノ・附属幼稚園に入園。
クルビ・アトレチコ・パウリスターノ・附属幼稚園を経て、神戸市立御影北小学校・神戸市立御影中学校・兵庫県立神戸高等学校・一橋大学商学部を卒業（商学士）。民間企業勤務を経て、一橋大学大学院法学研究科修士課程（法学修士）、一橋大学大学院法学研究科博士課程に進学。名古屋商科大学助教授等を経て、1995年滋賀大学助教授、2001年滋賀大学教授。

2002年早稲田大学より尾崎護（元大蔵事務次官）と共に博士（法学）の学位を取得。
滋賀大学大学院経済学研究科における博士後期課程設置の申請を受けて、2002年、文部科学大臣諮問機関大学設置・学校法人審議会による教員組織審査の結果に基づいて、文部科学省は、同人を、「Dマル合教授」と認定する（同博士後期課程設置は認可され、2003年よりスタート）。
2015年、国立大学法人法施行により国立大学法人に移行した滋賀大学より、永年勤続者表彰。2020年、国立大学法人滋賀大学より名誉教授の称号を授与された。
この間、公正取引委員会委託調査に従事し、
1988年から1990年まで、アメリカ合衆国に留学、当該留学中は、在ケンブリッジ (マサチューセッツ州)、ハーバード大学・法科大学院において客員研究員として学術研究に従事し、
その後渡韓、李種南（朝鮮語版）（第21代検察総長（朝鮮語版）、第39代法務部長官〈日本の法務大臣に相当〉、第18代監査院長、李舜臣将軍の13代子孫）・李恭炫判事（後に、韓国憲法裁判所（英語版）判事、勤政勲章中最高位の青条勤政勲章受章）らとの調査に従事し、2000年には、カール・ホフシュテター博士（ドイツ語版）との調査・研究のためスイスに留学、当該留学中は、在エンゲルベルク、チューリッヒ大学・法科大学院（ドイツ語版）において客員研究員として学術研究に従事し、その後、再び渡米、在ウェストウッド (ロサンゼルス)（英語版）、ハーバード大学法科大学院関係者（アメリカ合衆国商品先物取引委員会（英語版） litigator）・カリフォルニア大学ロサンゼルス校法科大学院関係者（アメリカ合衆国裁判官）との調査・研究に従事した。
- 1956年：原乙彦（旧姓・矢橋）と原由比子との間に生まれる。
クルビ・アトレチコ・パウリウターノ・附属幼稚園（「三大紡績」の一翼を担っていた大日本紡績が第二次世界大戦後における海外進出の一番手として名乗りをあげた際に大日本紡績サンパウロ駐在員としてサンパウロ現地でその準備に当たった実父・原乙彦〈ユニチカ通商社長歴任〉のサンパウロ赴任に伴い入園）、神戸市立御影北小学校、神戸市立御影中学校、兵庫県立神戸高等学校、一橋大学商学部（商学士）、民間企業勤務、一橋大学大学院法学研究科修士課程（法学修士）、一橋大学大学院法学研究科博士課程、名古屋商科大学助教授等を経て、滋賀大学に赴任。
- 1988年-1990年 ：ハーバード大学・法科大学院客員研究員（en:Visiting scholar）（在マサチューセッツ州ケンブリッジ、研究室はパウンド・ホール内に所在（Pound Hall））。
- 1995年：滋賀大学助教授。
- 2000年：チューリッヒ大学・法科大学院 (ドイツ語版) 客員研究員（en:Visiting scholar）（在エンゲルベルク）。
- 2001年：滋賀大学教授。
- 2002年：博士（法学）（早稲田大学・論文博士）[22]。
- 2002年：「Ｄマル合教授」資格（文部科学省認定）。
- 2015年：国立大学法人滋賀大学永年勤続者表彰。
- 2020年：国立大学法人滋賀大学名誉教授。

本務校以外では、中央鉄道学園（日本国有鉄道分割民営化に伴う職員の大蔵省等への転籍に関連して）のほか、

愛知大学法科大学院（法科大学院制度が創設された2004年の後の司法試験合格率：全国1位2回・全国私大1位4回）・甲南大学会計大学院・島根大学・名城大学・中京大学・愛知淑徳大学などで非常勤講師を務めた。

## 研究対象

### 対象
（出典）
- 商事法
- 企業結合法
- 企業会計法
- 動産担保法
- 金融商品取引法
- 経済法

### 比較対象
（出典）
- United Kingdom company law
- United States corporate law
- Securities Act
- Securities Exchange Act
- Commercial law
- Uniform Commercial Code Article 2
- Uniform Commercial Code Article 9
- Secured transaction
- Bankruptcy Code
- Handelsrecht (Deutschland)
- Aktiengesetz (Deutschland)
- Wechselgesetz

## 著書・論文（抜粋）

### 著書
（出典）
- 小林俊夫・原秀六・太田穣『企業組織法務』税務経理協会、1997年。ISBN 9784419025069。
- 浜田道代・原秀六・小林量・坂上真美・中東正文『現代企業取引法』税務経理協会、1998年。ISBN 9784419030889。
- 原秀六『合併シナジー分配の法理』中央経済社、2000年。ISBN 4502781533。 NCID BA47698098。（アメリカ合衆国議会図書館所蔵[1]）博士論文の底本。

### 論文
（出典）
- 博士論文 原秀六「合併シナジー分配の法理」早稲田大学、博士 (法学) 乙第1679号、2002年、NAID 500000218929。
- 原秀六「配当制限規定における倒産予防機能--資本に関する3原則の再検討 (学問への招待<特集>)」『一橋論叢』第97巻第4号、日本評論社、1987年4月、557-576頁、doi:10.15057/12710、ISSN 00182818、NAID 110000316907。
 【注記】： 当該論文に対する1987年学界回顧の講評（法律時報59巻13号97頁）は、以下のとおりである。「資本維持の原則を根拠とする配当制限規定が有効な倒産防止機能を有していないとし、カルフォルニア法の支払能力維持の基準（資産対負債比率）の導入を提案するもので、着眼点に優れ、論旨も鋭い。」[34]
- 原秀六「企業集団内における不当な取引の規制 : 連結配当制度による規制」『一橋研究』第12巻第2号、一橋研究編集委員会、1987年7月、27-46頁、doi:10.15057/6086、ISSN 0286-861X、NAID 110007620633。
【注記】：当該論文に対する1988年学界回顧の講評（法律時報60巻13号109頁）は、以下のとおりである。「「企業集団内における不当な取引の規制」（一研一ニ・ニ）は、親会社が不当な取引を通じて子会社を利用することを防止するためには、現行法の解釈では無理であるとし、アメリカの連結配当制度を紹介、検討し、同制度の導入を提案する。配当規制の面からの接近は評価に値する。」[35]
- 原秀六「支配従属会社間合併における「共働的効果」の分配問題-1-」『名古屋商科大学論集』第35巻第1号、日進町 (愛知県) : 名古屋商科大学商学会、1990年9月、153-176頁、CRID 1520572357862736896、ISSN 02864398、国立国会図書館書誌ID:3363801。
- 原秀六「支配従属会社間合併における「共働的効果」の分配問題-2-」『名古屋商科大学論集』第35巻第2号、日進町 (愛知県) : 名古屋商科大学商学会、1991年3月、119-142頁、CRID 1520853833756970496、ISSN 02864398、国立国会図書館書誌ID:3390127。
- 原秀六「支配従属会社間における事業機会の帰属に関する実質的公正性とその確保」『名古屋商科大学論集』第35巻第2号、日進町 (愛知県) : 名古屋商科大学商学会、1991年3月、73-117頁、CRID 1520290884272176384、ISSN 02864398、国立国会図書館書誌ID:3390126。
- 原秀六「個人持株比率」法学セミナー（12月号）35頁（日本評論社、1991年）
- 原秀六「配当性向」法学セミナー（12月号）40頁（日本評論社、1991年）
- 原秀六「貨物引換証の要因性と丈言性」 商法の争点〈第三版〉ジュリスト（有斐閣、1993年）
- 原秀六「合併と営業譲渡」商法別冊法学セミナー 248-250頁（日本評論社、1993年）
- 原秀六「合併における「共働的効果」の分配」『私法』第1994巻第56号、日本私法学会、1994年、221-227頁、doi:10.11324/shiho1949.1994.221、ISSN 0387-3315。
- 原秀六「短期売買差益返還制度」（今中利昭先生還暦記念論文集刊行委員会編『現代倒産法・会社法をめぐる諸問題』697-716頁、民事法研究会、1995年）
- 原秀六「営業譲渡・譲受と成果の分配」（『滋賀大学経済学部研究年報』3巻167-187頁、1996年）
- 原秀六「米国における大量資産譲渡規制と債権者保護（一）」（『彦根論叢』302号125-140頁、1996年）
- 原秀六「米国における大量資産譲渡規制と債権者保護（二）」（『彦根論叢』303号51-72頁、1996年）
- 原秀六「破産管財人の権限と動産担保」『彦根論叢』第306号、滋賀大学、1997年2月、141-161頁、ISSN 03875989、NAID 110000314474。
- 原秀六「合併シナジーの分配と公正な合併比率」（『彦根論叢』307号183-202頁、1997年）
- 原秀六「合併比率の公正確保と計算上の問題」（『彦根論叢』308号159-174頁、1997年）
- 原秀六「減資規制・配当規制と合併シナジーの分配」『滋賀大学経済学部研究年報』第4号、滋賀大学経済学部、1997年、107-122頁、ISSN 1341-1608、NAID 110000483995。
- 原秀六「商人間の留置権」（浜田道代・小林量・坂上真実・中東正文と共編著『現代企業取引法』36-49頁、税務経理協会、1998年）
- 原秀六「未履行契約の処理に関する破産管財人の権利および義務」（『彦根論叢』324号99-110頁、2000年）
- 原秀六「会社経営と取締役のリスク : 新設博士後期課程経済経営リスク専攻「企業法務論」への誘い(滋賀大学大学院経済学研究科博士後期課程経済経営リスク専攻発足記念、リスク特集号)」（『彦根論叢』342号209-218頁、2003年)
- 原秀六「計算関係の改正」（田邊光政・藤田勝利・吉本健一・家近正直・今中利昭編『最新会社法をめぐる理論と実務』393-414頁、新日本法規出版、2003年）
- 原秀六「企業結合と配当財源」（『最新倒産法・会社法をめぐる実務上の諸問題』995-1016頁、民事法研究会、2005年）
- 原秀六「担保付取引における担保目的物及び取引の範囲」（『彦根論叢』366号81-95頁、2007年）[8][36][37]

## 講演
- 1995年(平成7年)9月21日(木)午後2時30分 滋賀大学436演習室 演題：「合併における「共働的効果」の分配」（彦根論叢第298号所収）[38]

## 著書・日米の状況の推移
前掲書『合併シナジー分配の法理』の主題の一つである、「合併により生じうる合併シナジーの分配（受取額）の偏り・独占（技術的かつ複雑であるためその発見は困難）という問題に対する制度設計のあり方」に関して、アメリカでは、一方の合併当事会社の株主による当該会社への出資につき合併に起因する資産価値の低下がなければ他方の合併当事会社の株主は合併シナジーを独占できるとするフランク・イースターブルック・Daniel Fischel の「シカゴ学派」（「シカゴ学派 (経済学)」参照）と、公平公正の観点から看過し難い偏り・独占を問題視するRobert Clark・ビクター・ブラッドニーの「ハーバード学派」 との間で、議論が積み重ねられてきた。
日本においては、もともと、条文上「承認ノ決議ナカリセバ其ノ有スベカリシ公正ナル価格」（平成17年改正前商法408条ノ3）という表現がとられていたため、合併阻止のための法制度には限界がある状況下、例えば、合併等がなされること自体は賛成であるが、その対価の定め方に不満があるという理由での反対を意図する株主は、株式買取の請求をしてもシナジーの適切な分配にあずかれないなどの問題があった。平成17年の会社法成立の際、株式買取請求権制度の買取価格につき改正がなされ、「公正な価格」（会社法785条）と表現が改められ、「企業再編がなされなかった場合の経済状態の保証機能」に「企業再編によるシナジーの再分配機能」が追加された。合併・吸収分割・株式移転等組織再編により企業価値の増加がある場合には、シナジー反映価格を含めると解するのが通説となり、最高裁も、反対株主に「公正な価格」での株式の買取りを請求する権利が付与された趣旨は、反対株主に会社からの退出の機会を与えるとともに、退出を選択した株主には、組織再編がされなかったとした場合と経済的に同等の状態を確保し、さらに、組織再編によるシナジー効果その他の企業価値の増加が生じる場合には、これを適切に分配し得るものとすることにより、反対株主の利益を一定の範囲で保障することにあるとした（楽天対TBS事件・平成23年最高裁決定、テクモ事件・平成24年最高裁決定等）。
アメリカでは、かつては、信認義務違反に基づく訴訟の提起などと比較して、株式買取請求権はあまり行使されることがなく、その重要性は必ずしも高いものではなく、2010年頃は年間で1億ドルを大きく下回る程度だったが、株式買取請求権が行使される事例・金額が年々大幅に増加し、2015年・2016年には年間で20億ドル程度にまで達したという。株式買取請求権を行使されるとそれだけ現金が流出し、場合によっては損害賠償請求されるかもしれないので、一定限度を超える株式買取請求権の行使があった場合には組織再編は行わない旨の条項を合併契約書などに入れたりして、対策がとられる必要がでてきたという。

## 在外研究
（出典）
- ハーバード大学法科大学院、客員研究員、1988年 - 1990年（在マサチューセッツ州ケンブリッジ）
- その後渡韓、李種南（朝鮮語版）（第21代検察総長（朝鮮語版）、第39代法務部長官〈日本の法務大臣に相当〉、第18代監査院長）[27]・李恭炫判事（後に、韓国憲法裁判所（英語版）判事、勤政勲章中最高位の青条勤政勲章受章）らとの調査に従事[8]
- チューリッヒ大学法科大学院、客員研究員、2000年（カール・ホフシュテター博士（ドイツ語版）との調査・研究、在エンゲルベルク）
- その後、再び渡米、ハーバード大学法科大学院関係者（アメリカ合衆国商品先物取引委員会（英語版） litigator）・カリフォルニア大学ロサンゼルス校法科大学院関係者（アメリカ合衆国裁判官）との調査・研究に従事（在ウェストウッド (ロサンゼルス)（英語版））[8]

## 社会的活動
（出典）
実態調査報告（公正取引委員会中部事務所後援、主査：成生達彦）

## 外部研究費
- 田邊光政・原秀六・今井克典・川地宏行・山田泰弘・広瀬裕樹「金融リスクの法的側面」全国銀行学術研究振興財団 助成一覧（1996年度）[45]

## 関連地名

### ブラジル
- サンパウロ
- Jardim América (bairro de São Paulo)
- Aclimação

### アメリカ
- ケンブリッジ (マサチューセッツ州)
- ハーバード・スクェア
- ウェストウッド (ロサンゼルス)
- カリフォルニア大学ロサンゼルス (UCLA)

### スイス
- エンゲルベルク (天使の山)
- ティトリス
- チューリッヒ

## 家系図
（出典）
【母方（抄）】
- 原甚之丞（7代）（和泉織物株式會社社長[53]）・テル（保有する国宝小野道風書蹟・国宝藤原行成書蹟や重要文化財等を寄贈し正木美術館を創設した素封家の正木家より嫁す）
  - 原甚之丞（8代）（和泉織物株式會社社長[54]、大地主、素封家、近代数寄者）・マサ（旧姓・西居）
    - 原乙彦（旧姓・矢橋）（ユニチカ通商社長）・由比子（二女）
    - 原由比子（二女）・乙彦（旧姓・矢橋）
      - 原秀六
        - 原華子[10]
        - 原尚子[10]

      - 原吉弘

    -  中井博子（旧姓・原、三女）（三井財閥当主一族の別家・中井家〈三井グループ主要会社の日本紙パルプ商事創業家〉へ嫁す）

【父方（抄）】
「矢橋家家系図」によれば、矢橋家（惣本家・本家・南矢橋・北矢橋）は、嵯峨天皇・源融（紫式部『源氏物語』の主人公光源氏の実在モデルの有力候補）まで遡る。
- 《惣本家》矢橋藤十郎・幾世
  - 矢橋徳次郎（大地主、岐阜縣多額納税者、株式會社赤坂銀行、株式會社大垣銀行各取締役等）[59]
  - 矢橋賢吉（大蔵官僚、国会議事堂設計の中心人物、叙正三位、勲二等旭日重光章受章）
- 《本家》矢橋宗太郎（廃藩置県の際、徳川家康が織田信長の岐阜城千畳敷御殿を移築し造営させたお茶屋屋敷の払下げを受く）
  - 矢橋敬吉
    - 矢橋龍吉
      - 矢橋龍太郎（矢橋林業社長、三星礦業社長、矢橋工業社長・会長）[46]・茅子（ミツカン創業家・中埜家より嫁す〈第6代の二女〉）[60]
        - 矢橋龍宜（矢橋工業社長）

    - 矢橋次郎（赤坂銀行専務、岐阜県石炭取締役、十六銀行監査役、矢橋工業会長）[46]・絹（旧姓・安居）
      - 矢橋宗一（矢橋工業社長）・常子（旧姓・遠山）
        - 矢橋慎哉（矢橋工業会長）
          - 矢橋秀哉
          - 矢橋博行

        - 矢橋哲郎

      - 矢橋恒男・保子
        - 矢橋和廣

      - 原乙彦（旧姓・矢橋）・由比子
        - 原秀六
          - 原華子
          - 原尚子

        - 原吉弘

  - 矢橋幾世・藤十郎
    - 矢橋徳次郎
    - 矢橋賢吉

  - 矢橋友吉
    - 矢橋厚一郎
      - 矢橋徳太郎（世界最高の精度を誇る日時計の考案者、CBCクラブ文化賞受賞、鯱光会顕彰者）

  - 矢橋亮吉（1946年に昭和天皇のご訪問〈行幸〉、1965年に皇太子〈のちに天皇・上皇〉のご訪問〈行啓〉があった矢橋大理石の創業者）
    - 矢橋太郎
      - 矢橋篤子（矢橋太郎長女）・矢橋浩吉（旧姓・亀山、揖斐川電気工業〈現・イビデン〉社長、勲三等瑞宝章受章）[46]
        - 矢橋修太郎・千枝子（北村酒造社長・北村精一郎〈宗四郎〉長女）[46]
          - 矢橋晋太郎[46]
          - 矢橋正二郎[46]
          - 矢橋庸子[46]

    - 矢橋次雄［矢橋亮吉］（矢橋大理石社長）
      - 矢橋修太郎（養子）[46]

    - 矢橋五郎（関ヶ原石材社長）[46]
      - 矢橋謙一郎（関ヶ原石材社長）[46]
      - 矢橋昭三郎（関ヶ原製作所社長・相談役）[55]

    - 矢橋六郎（JR名古屋駅新幹線口にあった壁画「日月と東海の四季」を描いた洋画家、中日文化賞受賞）
    - 桑原孝子（旧姓・矢橋）・善吉（真一）（十六銀行会長）

【父方・遠縁】
所郁太郎（実父・矢橋亦一、養父・所伊織）（大垣藩の生まれ、適塾塾頭、暗殺者に襲われた元勲・井上馨を治療した医師、幕末の志士、高杉晋作の参謀、長州藩遊撃隊軍監、従四位追叙）
【祖母方（抄）】
- 安居喜造（先代、彦根町長・彦根高商設立委員長）
  - 矢橋絹（旧姓・安居）・次郎
    - 矢橋宗一・常子（旧姓・遠山）
      - 矢橋慎哉
        - 矢橋秀哉
        - 矢橋博行

      - 矢橋哲郎

    - 矢橋恒男・保子
      - 矢橋和廣

    - 原乙彦（旧姓・矢橋）・由比子
      - 原秀六
        - 原華子
        - 原尚子

      - 原吉弘

  - 安居喜造（三井銀行副頭取・三井石油化学工業社長・東レ会長・経団連副会長、勲一等瑞宝章受章）
    - 安居伸浩・渚（旧姓・川喜田、百五銀行頭取・川喜田壮太郎の長女、豊富な財力で石水博物館の礎を築いた百五銀行頭取で陶芸家の川喜田半泥子の孫）